# Largheh
Largheh (persiska: لرغه) är en ort i Iran.   Den ligger i provinsen Ilam, i den västra delen av landet, 500 km sydväst om huvudstaden Teheran. Largheh ligger 446 meter över havet och antalet invånare är 181.
Terrängen runt Largheh är kuperad åt nordväst, men åt sydost är den platt. Runt Largheh är det ganska glesbefolkat, med 26 invånare per kvadratkilometer. Närmaste större samhälle är Mūrmūrī, 5,2 km sydväst om Largheh. Omgivningarna runt Largheh är i huvudsak ett öppet busklandskap.